# Ifeanyichukwu Otuonye
Ifeanyichukwu Otuonye (* 27. Juni 1994 in Oyigbo) ist ein Weitspringer von den Turks- und Caicosinseln nigerianischer Herkunft.

## Sportliche Laufbahn
Erste Erfahrungen bei internationalen Meisterschaften sammelte Ifeanyichukwu Otuonye bei den CARIFTA-Games 2010 in George Town, bei denen er in der U17-Wertung Platz die Silbermedaille im Hochsprung gewann und im Weitsprung Platz acht belegte. 2010 wurde er bei den CARIFTA-Games in Montego Bay Sechster im Weitsprung und Zehnter im Hochsprung und belegte mit der 4-mal-100-Meter-Staffel Rang fünf. Bei den Commonwealth Youth Games in Douglas gelangte er im 200-Meter-Lauf bis in das Halbfinale und gewann im Weitsprung mit 7,15 m die Bronzemedaille. 2012 belegte er bei den CARIFTA-Games in Hamilton den fünften Platz im Weitsprung und gewann mit der Staffel die Bronzemedaille. Bei den Zentralamerika- und Karibikjuniorenmeisterschaften in San Salvador überquerte er im Hochsprung nicht die Anfangshöhe und gewann im Weitsprung mit 7,18 m die Silbermedaille hinter dem Jamaikaner Clive Pullen.
2013 gewann er bei den CARIFTA-Games in Nassau erneut die Bronzemedaille mit der Staffel und wurde im Weitsprung diesmal Vierter. Bei den IAAF World Relays 2014 auf den Bahamas schied er mit der 4-mal-200-Meter-Staffel in der ersten Runde aus. Er qualifizierte sich im Weitsprung für die Commonwealth Games im schottischen Glasgow und schied dort mit 7,47 m in der Qualifikation aus. Zudem war er auch Teil der 4-mal-400-Meter-Staffel, die mit 3:19,11 min ebenfalls in der Vorrunde ausschied. Anschließend belegte er bei den U23-NACAC-Meisterschaften in Kamloops im Weitsprung den neunten Platz. 2015 gewann er bei den NACAC-Meisterschaften in San José (Costa Rica) mit 7,71 m die Bronzemedaille und qualifizierte sich damit erstmals für die Weltmeisterschaften in Peking, bei denen er ohne einen gültigen Sprung in der Qualifikation ausschied.
2016 nahm Otuonye an den Hallenweltmeisterschaften in Portland teil und erreichte dort das Finale, in dem er mit 7,40 m den elften Platz belegte. Anschließend gewann er bei den U23-NACAC-Meisterschaften in San Salvador mit 7,88 m die Goldmedaille. Bei den IAAF World Relays 2017 schied er mit der 4-mal-200-Meter-Staffel erneut im Vorlauf aus, qualifizierte sich aber im Einzelbewerb für die Weltmeisterschaften in London, bei denen er mit 21,91 s in der ersten Runde ausschied. Im April 2018 nahm er erneut an den Commonwealth Games im australischen Gold Coast teil, belegte dort im Weitsprung den neunten Rang sowie Platz sechs mit der 4-mal-400-Meter-Staffel. Anschließend belegte er bei den Zentralamerika- und Karibikspielen in Barranquilla mit 7,66 m den sechsten Platz und kam mit der Staffel nicht ins Ziel. Zudem wurde er bei den NACAC-Meisterschaften in Toronto mit 7,78 m Sechster und belegte in 41,21 s den fünften Platz in der 4-mal-100-Meter-Staffel. 2022 belegte er bei den Commonwealth Games in Birmingham mit 7,80 m den achten Platz im Weitsprung und schied in beiden Staffelbewerben im Vorlauf aus. Anschließend belegte er bei den NACAC-Meisterschaften in Freeport mit 7,47 m den siebten Platz und gelangte mit 41,91 s auf den siebten Platz in der 4-mal-100-Meter-Staffel. Im Jahr darauf wurde er bei den Zentralamerika- und Karibikspielen in San Salvador mit 7,21 m Fünfter.
Er ist Student an der Kansas State University in Manhattan.

## Persönliche Bestzeiten
- 200 Meter: 21,39 s (+1,7 m/s), 30. April 2016 in Lawrence
  - 200 Meter (Halle): 22,05 s, 25. Januar 2014 in Manhattan
- Weitsprung: 8,06 m (+1,8 m/s), 9. Juni 2018 in Chula Vista (Landesrekord)
  - Dreisprung (Halle): 14,51 m, 8. Februar 2013 in Albuquerque (Landesrekord)